# تغير متسارع

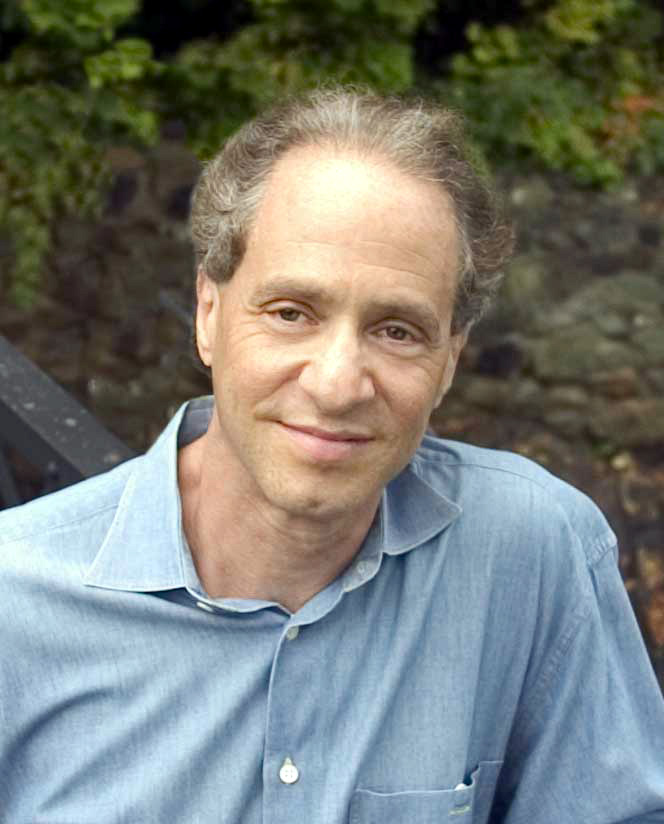

في الدراسات المستقبلية وتاريخ التكنولوجيا، يُعتبر التغير المتسارع زيادة ملحوظة في معدل التغير التكنولوجي على مدار التاريخ، ما يوحي بتغيير أسرع وأكثر عمقًا في المستقبل ويمكن أن يكون أو ألا يكون مصحوبًا بتغيير اجتماعي وثقافي عميق بنفس القدر.

## الملاحظات الأولية
في عام 1910 خلال مؤتمر تخطيط المدن في لندن، أشار دانيال بورنهام إلى أن «التقدم لا يكمن في عدد الحقائق أو أنواع المعرفة فحسب: فهو لا يزال أكبر في النسبة الهندسية من التطور العلمي والتكنولوجي، في التوسع الهندسي لمجال المعرفة، الذي يأخذ في كل عام نسبة مئوية أكبر من الناس مع مرور الزمن». وبذلك أضاف «إنه النقاش الذي بدأت به، بأن تغيرًا ضخمًا قد حدث في خمسين عامًا، ووتيرة تطورنا تسارعت إلى حدٍ كبير، سيطلب أبناؤنا وأحفادنا الحصول على نتائج من شأنها أن تذهلنا».
في عام 1938، قدم ريتشارد بوكمينستر فولر مصطلح «إفيمرلَيزيشن» لوصف التوجهات في «إنجاز المزيد بموارد أقل» في الكيمياء والصحة وغيرها من مجالات التنمية الصناعية. في عام 1946، نشر فولر مخططًا لاكتشافات العناصر الكيميائية مع مرور الوقت لتسليط الضوء على التطور المتسارع في اكتساب المعرفة البشرية.

في عام 1958، كتب ستانيسلو أولام في إشارة إلى محادثة مع جون فون نيومان:
تركزت إحدى المحادثات على التقدم المتسارع الدائم للتكنولوجيا والتغيرات في نمط الحياة البشرية، الأمر الذي يعطي مظهرًا من الاقتراب من بعض التفرد الكامل في تاريخ السباق الذي لا يمكن أن تستمر عنده الشؤون الإنسانية، كما نعرفها.

## كتاب «عقل الأطفال» لمورافيتش
في سلسلة من المقالات المنشورة من 1974 إلى 1979، ثم في كتابه عام 1988 «عقل الأطفال»، يعمم عالم الكمبيوتر والمستقبل هانز مورافيتش قانون مور لوضع التنبؤات حول مستقبل الحياة الاصطناعية. يصف قانون مور نمط النمو الأسي في تعقيد الدارات أشباه الموصلات المتكاملة. يوسع مورافيتش هذا النطاق ليشمل التقنيات من فترة طويلة قبل الدارة المتكاملة إلى الأشكال المستقبلية للتكنولوجيا. يحدد مورافيتش جدولًا زمنيًا وسيناريو يتطور فيه الإنسان الآلي (الروبوتات) إلى سلسلة جديدة من الأنواع الاصطناعية، تبدأ من نحو عام 2030 إلى عام 2040. في كتابه «الروبوت: مجرد آلة لتجاوز العقل»، المنشور في عام 1998، يبحث مورافيتش أيضًا في الآثار المترتبة على تطور ذكاء الروبوت، وتعميم قانون مور للتقنيات التي سبقت الدارة المتكاملة، وأيضًا التخطيط للقوة الحسابية المتزايدة أضعافًا مضاعفةً من عقول الحيوانات في التاريخ التطوري. وباستقراء هذه التوجهات، فإنه يتكهن بقدوم «شعلة العقل» من الذكاء الخارق سريع التوسع الأشبه بانفجار الذكاء الذي تنبأ به فينغ.

## برنامجكونيكشنلجيمس بيرك
في برنامجه التلفزيوني كونيكشن لعام (1978)- وفي تتمة أجزاء البرنامج (كونيكشن)² (1994) و(كونيكشن)³ (1997) يستكشف جيمس بيرك «وجهة نظر بديلة للتغيير» (العنوان الفرعي للبرنامج). يرفض الرؤية التقليدية الخطية والغائية للتقدم التاريخي. ويزعم بيرك أنه لا يمكن للمرء أن ينظر في تطور أي جزء من العالم الحديث بمعزل عن غيره. بل إن صورة العالم الحديث بالكامل هي نتيجة شبكة من الأحداث المترابطة، التي يتألف كل منها من شخص أو مجموعة تعمل لأسباب تتعلق بدوافعهم الخاصة (مثل الربح والفضول والدوافع الدينية) دون أن يكون لها مفهوم نهائي، والنتيجة الحديثة هي التي يمكن أن تؤدي إليها تصرفات هذه البلدان أو معاصريها. إن التفاعل بين نتائج هذه الأحداث المعزولة هو ما يحرك التاريخ والابتكار، وهو أيضًا محور التركيز الرئيسي للبرنامج ونتائجه.
يستكشف بيرك أيضًا ثلاث نتائج طبيعية لفرضيته الأولية. الأول هو أنه إذا كان التاريخ مدفوعًا بأفراد لا يتصرفون إلا بناءً على ما يعرفونه في ذلك الوقت، لا بسبب أي فكرة عن المكان الذي ستؤدي فيه أعمالهم في النهاية، فإن التنبؤ بمسار التقدم التكنولوجي في المستقبل ليس أكثر من تخمين. لذلك، إذا شعرنا بالدهشة من الارتباطات التي أصبح بيرك قادرًا على نسجها بين الأحداث الماضية، فسنُفاجأ أيضًا بما ستقوده أحداث اليوم في نهاية المطاف، لا سيما الأحداث التي لم نكن على علمٍ بها في ذلك الوقت.
تُستكشف النتيجة الطبيعية الثانية والثالثة أكثر في الحلقات التمهيدية والختامية، وأنها تمثل الجانب السلبي من التاريخ المترابط. إذا تقدم التاريخ بسبب التفاعل التآزري بين الأحداث والابتكارات السابقة، فإن عدد هذه الأحداث والابتكارات سيزداد، بتقدم التاريخ. هذه الزيادة في الارتباطات المحتملة لا تؤدي إلى استمرار عملية الابتكار فحسب، بل إلى تسريعها أيضًا. ويطرح بيرك السؤال حول ما يمكن أن يحدث عندما يصبح معدل الابتكار هذا أكثر من أن يتمكن الشخص العادي من التعامل معه، وماذا يعني هذا بالنسبة للقوة الفردية والحرية والخصوصية.